# 玛丽·博伊斯
玛丽·博伊斯（Mary Boyce，也译作鲍哀丝等，1920年8月2日—2006年4月4日）是英国著名伊朗学家，主要研究伊朗语族及祆教。她曾任伦敦大学亚非学院（SAOS）的伊朗学教授。

## 生平
玛丽·博伊斯的家族出自爱尔兰，其父威廉·博伊斯（William H. Boyce）为英属印度民政机构的法官，其母诺拉（Nora，旧姓加德纳（Gardiner））是历史学家塞缪尔·罗森·加德纳的孙女。
玛丽·博伊斯1920年8月2日出生于英属印度的大吉岭，当时其父母正在此处避暑。她毕业于剑桥大学纽纳姆学院，学习了英语、考古学及人类学。1944年至1946年间，她任职于伦敦大学皇家霍洛威学院，教授盎格鲁萨克逊文学及考古。在同一时期（1945年-1947年间），她在伦敦大学亚非学院（SAOS）的弗拉基米尔·米诺尔斯基（Vladimir Minorsky）教授的指导下研究波斯语。其后在沃尔特·布鲁诺·亨宁（Walter Bruno Henning）的指导下研究中古伊朗语。
从1948年起，玛丽·博伊斯成为了伦敦大学亚非学院的讲师，主要研究摩尼教中古波斯语、祆教中古波斯语及帕提亚语文本。1952年获剑桥大学博士学位。其后主要在伦敦大学任职，并于1982年退休，并以荣誉退休教授的身份继续其研究，直至2006年去世。

## 著作
玛丽·博伊斯出版过数种祆教、摩尼教相关的著作，最著名的为《祆教史》（A History of Zoroastrianism）的前三卷，她去世后，第四卷至第七卷由Albert de Jong主持编辑，还未出版。《伊朗琐罗亚斯德教村落》（A Persian Stronghold of Zoroastrianism）的汉译本由张小贵、殷小平翻译，2005年在中华书局出版。她还为《伊朗百科全书》撰写了很多条目。